# 国武金太郎

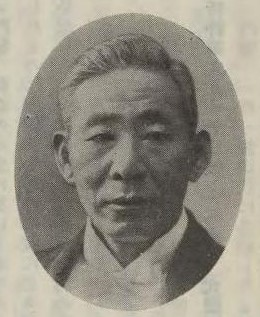
国武金太郎

国武 金太郎（くにたけ きんたろう、1874年10月26日 - 1950年）は、日本の発明家、実業家。
福岡県久留米市で国武喜次郎の長男として生まれる。初等教育を終えた後、家業の久留米絣の製造販売に従事した。
1900年に特許絣合名会社を創立し代表社員となり、1904年に国武合名会社を組織し代表社員となった。
1928年時点で別府觀海寺土地の取締役を務めていた。
緑綬褒章を受章している。
1927年に建築された別邸は、ガハマハウスとして残されている。

## 特許
- 特許第16645号 捲纒式絣絲製造機
- 特許第20770号 捲纒式絣絲製造機
- 特許第28967号 捲纒式絣絲製造機